# Hydraena notsui
Hydraena notsui är en skalbaggsart som beskrevs av Satô 1978. Hydraena notsui ingår i släktet Hydraena och familjen vattenbrynsbaggar. Inga underarter finns listade i Catalogue of Life.